# Soběsuky (Neurazy)
Soběsuky jsou vesnice, část obce Neurazy v okrese Plzeň-jih v Plzeňském kraji. Nachází se asi 3,5 kilometru severovýchodně od Neuraz. Prochází zde silnice II/187. Je zde evidováno 80 adres. V roce 2011 zde trvale žilo 220 obyvatel.

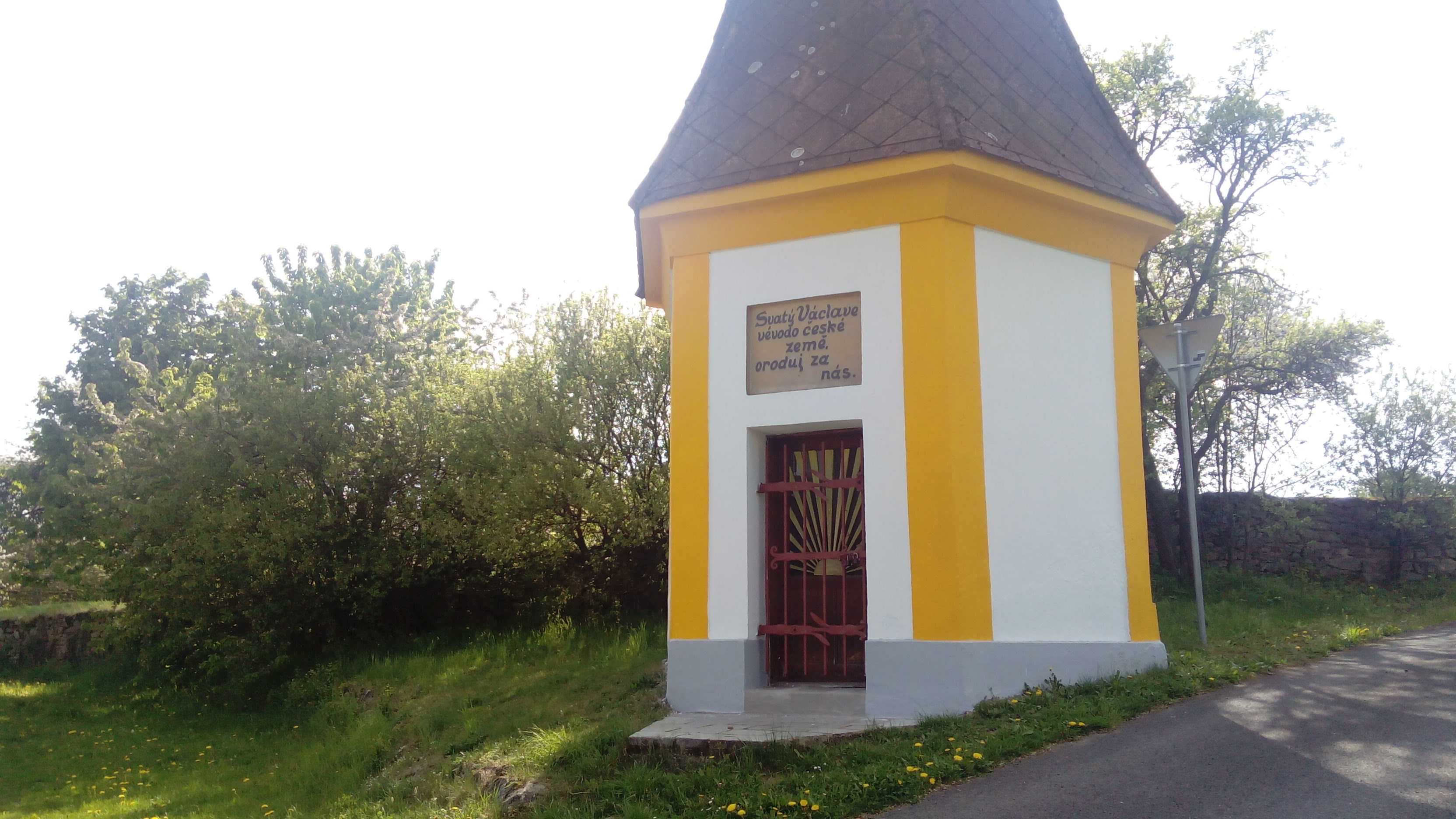
Opravená kaplička roce 2018.

Soběsuky leží v katastrálním území Soběsuky u Nepomuka o rozloze 4,58 km².
Z vesnice pochází rod Klausů, předků exprezidenta České republiky Václava Klause.

## Historie
První písemná zmínka o vesnici pochází z roku 1551.

## Obyvatelstvo
| Rok            | 1869 | 1880 | 1890 | 1900 | 1910 | 1921 | 1930 | 1950 | 1961 | 1970 | 1980 | 1991 | 2001 | 2011 | 2021 |
| -------------- | ---- | ---- | ---- | ---- | ---- | ---- | ---- | ---- | ---- | ---- | ---- | ---- | ---- | ---- | ---- |
| Počet obyvatel | 306  | 388  | 379  | 368  | 414  | 403  | 377  | 301  | 276  | 230  | 185  | 143  | 118  | 220  | 100  |
| Počet domů     | 39   | 48   | 54   | 56   | 66   | 70   | 74   | 77   | 68   | 64   | 61   | 67   | 73   | 74   | 74   |

## Obecní správa
Při sčítání lidu v letech 1850–1975 Soběsuky byly samostatnou obcí, se kterým patřily nejprve do okresu Přeštice, ale v roce 1950 v okrese Blovice a od roku 1960 v okrese Plzeň-jih. Od 1. ledna 1976 jsou částí obce Neurazy v okrese Plzeň-jih.